# Ortsbus AmKumma
Der Ortsbus AmKumma ist das Herzstück des öffentlichen Personennahverkehrs in der Kummenbergregion. Der Ortsbus AmKumma  ist auf Basis eines Gemeindeverbands organisiert, welcher sich aus den Gemeinden Götzis, Altach und Mäder zusammensetzt.

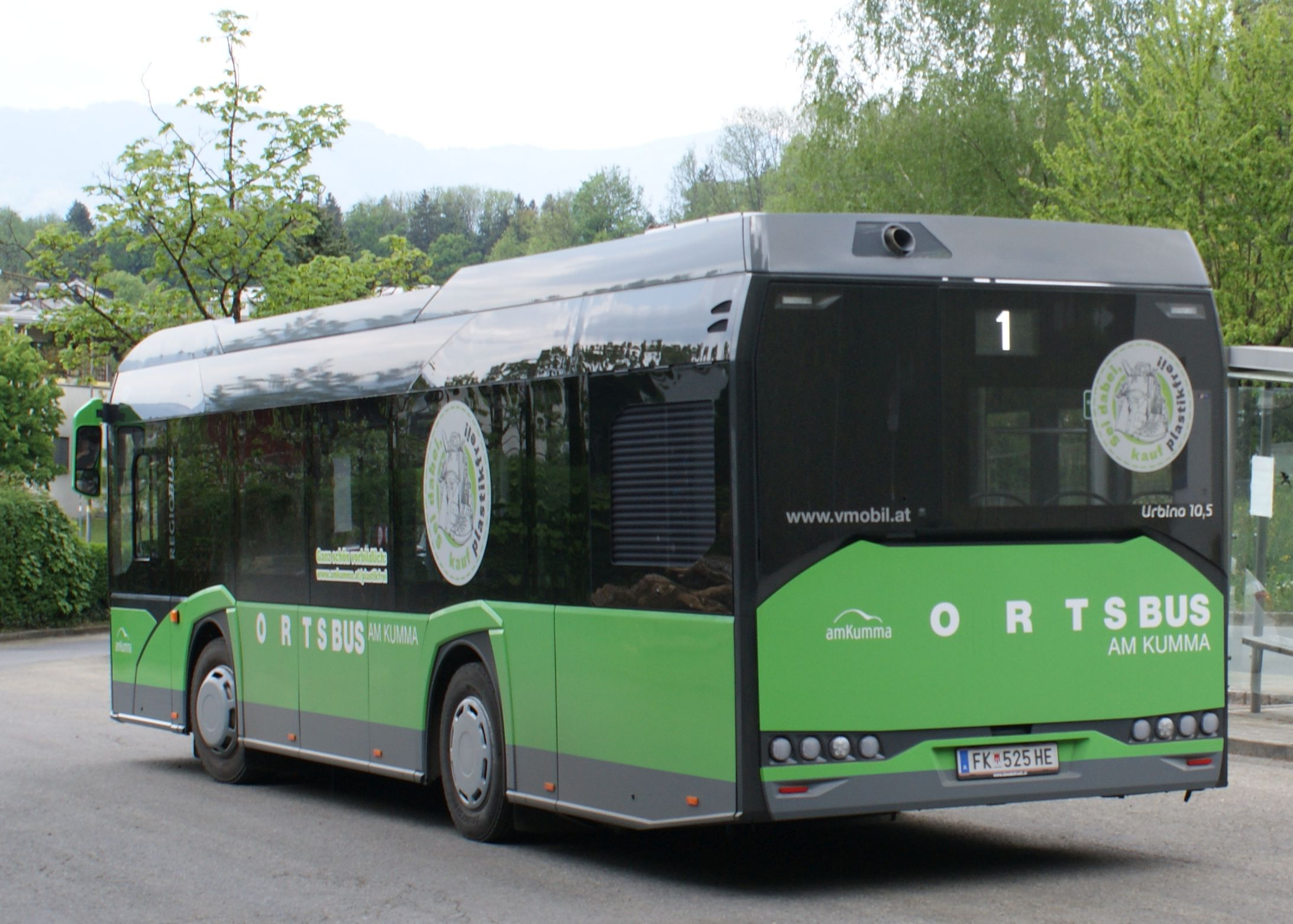
Ortsbus amKumma des Typ Solaris Urbino 10

## Geschichte
Im November 1992 wurde die erste Ortsbuslinie in Götzis eingeführt.
Ab Dezember 2022 wurden die Liniennummern von ein- auf dreistellig umgestellt werden. Grund hierfür war, dass so eine Überschneidung zwischen den Nummern der verschiedenen Busregionen Vorarlbergs vermieden werden solle. Im Oktober 2022 wurden die neuen dreistelligen Nummer erstmals präsentiert. Künftig wird der Ortsbus AmKumma mit dem Nummernkreis 3xx bezeichnet.

## Liniennetz
| Linie (ab Dez. 2022) | Linie (bis Nov. 2022) | Verlauf                                                     | Takt Werktags              | Takt Samstags | Takt an Sonn- und Feiertagen |
| -------------------- | --------------------- | ----------------------------------------------------------- | -------------------------- | ------------- | ---------------------------- |
| 301                  | 1                     | Götzis Berg/Oberer Parkplatz – Bahnhof – Industriegebiet    | 30 min                     | 30 min        | 60 min                       |
| 302                  | 2                     | Götzis Bahnhof – Altach Kirche – Feuerwehr – Altach Bahnhof | 60 min                     | 60 min        | –                            |
| 303                  | 3                     | Götzis Bahnhof – Rathaus – Götzis Bahnhof                   | 60 min                     | 60 min        | –                            |
| 304                  | 4                     | Götzis Bahnhof – Mäder – Götzis Bahnhof                     | 60 min                     | –             | –                            |
| 305                  | 5                     | Götzis Bahnhof – Mäder Industriegebiet – Götzis Bahnhof     | 60 min                     | –             | –                            |
| 306                  | 6                     | Götzis Bahnhof – Millrütte (Meschabus)                      | Einzelne Fahrt (MI und FR) | 60 min        | 60 min                       |
| 307                  | 7                     | Götzis Bahnhof – Altach Bahnhof                             | 60 min                     | 60 min        | 60 min                       |